# Капабус

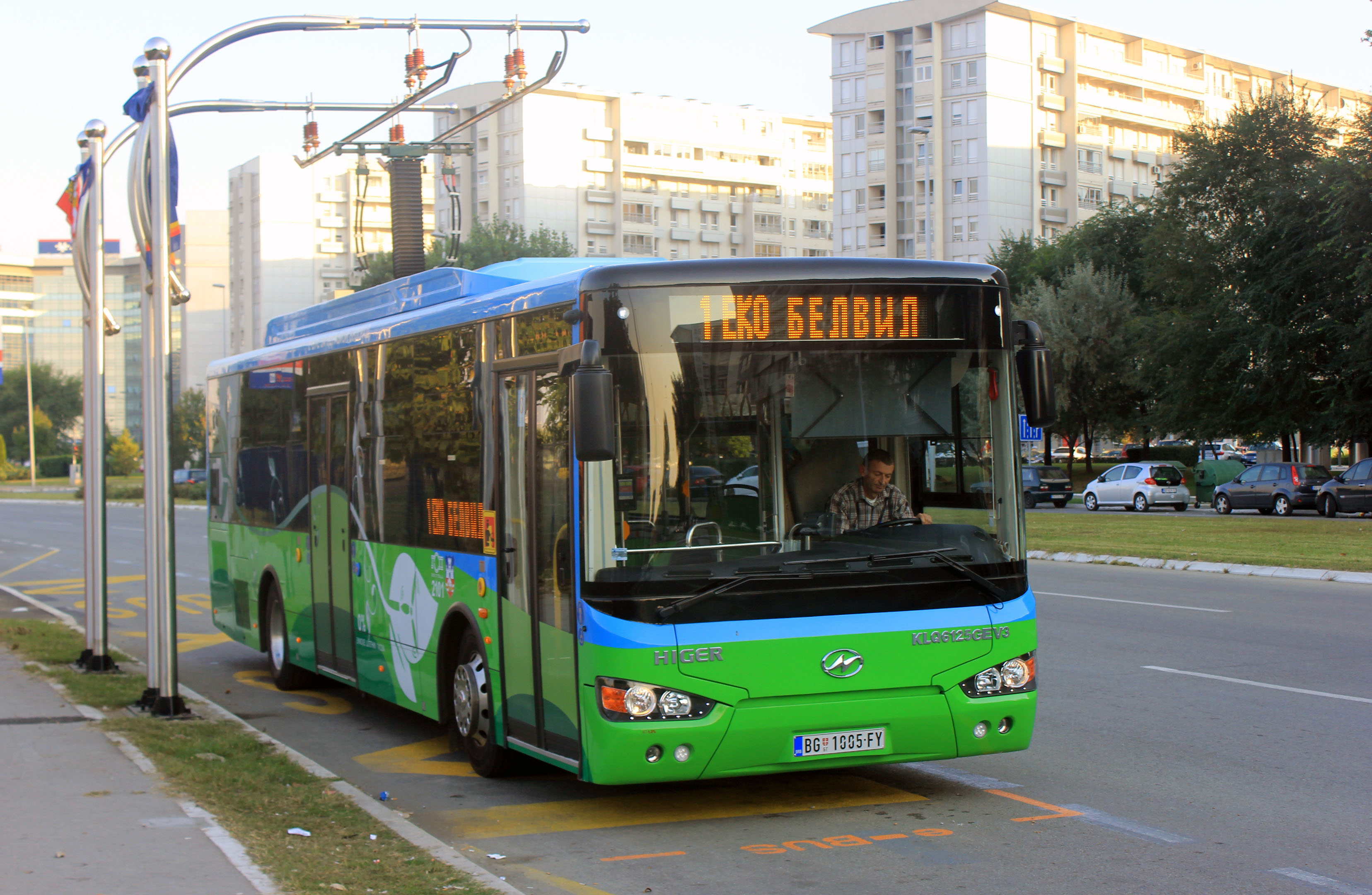
Капабус в Белграде

Капабус (от англ. capacitor, конденсатор + англ. bus, автобус) — разновидность электробуса, использующая ионисторы в качестве источника энергии для движения.
По состоянию на 2010 год ёмкость ионисторов составляет около 5 % ёмкости Li-ионных батарей, что, при одной и той же массе и объёме батареи, ограничивает дальность хода несколькими километрами. Однако, в отличие от аккумуляторов, суперконденсаторы могут заряжаться в течение всего нескольких секунд, например, во время обычной остановки для посадки/высадки пассажиров, что делает их перспективными для использования в общественном транспорте.

## Достоинства

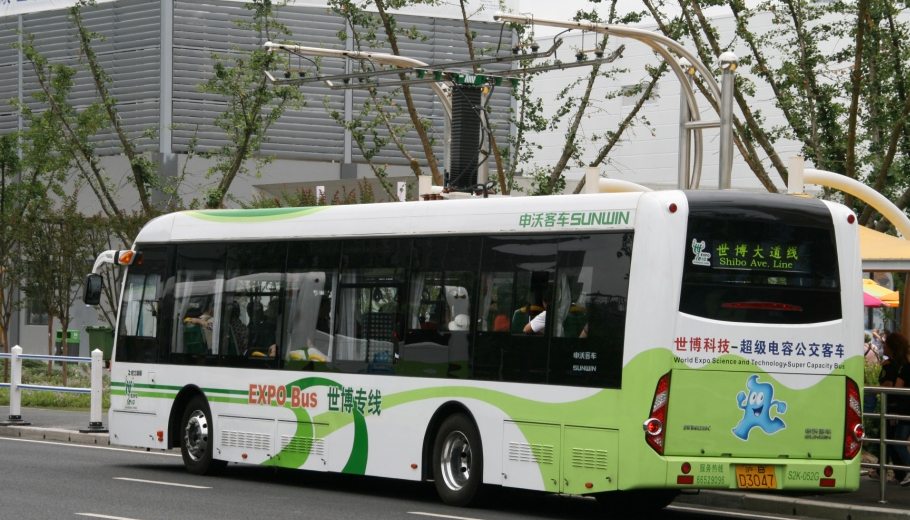
Капабус заряжается во время остановки на Экспо 2010 в Шанхае

- Капабус, в отличие от троллейбуса или трамвая, не требует протяжённой контактной сети со всеми её недостатками, такими, как обрывы проводов, слетание штанг и ограниченность маневрирования.
- Износ токосъёмников и контактной сети зависит от скорости движения. Так как капабус заряжается только во время остановок, износ будет минимальным.
- Благодаря способности суперконденсаторов к быстрой зарядке возможно рекуперативное торможение (энергия торможения заряжает батарею).
- Литий-ионные аккумуляторы не работают на морозе, ионисторы к нему гораздо менее чувствительны.
- Литий-ионные аккумуляторы известны склонностью к возгоранию, иногда — даже с фатальным исходом. Конденсаторы гораздо пожаробезопаснее.
- Конденсатор, в отличие от аккумулятора, не имеет ограничений по количеству циклов зарядки. Время его жизни зависит от времени высыхания электролита, и, в зависимости от режима эксплуатации, может составлять не менее 10 лет.

## Недостатки
Главным недостатком капабусов является ограниченность хода. Однако при использовании быстрых подзарядок на остановках этот недостаток может быть полностью нивелирован.

## Применение
- ГТК «Белград», Сербия запустила в 2016 году первую линию, полностью обслуживаемую китайскими капабусами Higer[3]
- Власти Софии с 2014 года проводили испытания капабусов Higer на городских линиях, а после их успешного завершения в 2019 году закупили 15 машин.